# Santo Estêvão (Benavente)
Santo Estêvão é uma povoação portuguesa sede da Freguesia de Santo Estêvão do Município de Benavente, freguesia com 62,41 km² de área e 1988 habitantes (censo de 2021), tendo, assim, uma densidade populacional de 31,9 hab./km².
A sede da freguesia e a povoação que lhe deu o nome é a povoação de Santo Estêvão.

## Geografia
A freguesia de Santo Estêvão dista da respetiva sede municipal cerca de 16 km, localizando-se na margem direita do Rio Almansor, ou Ribeira de Santo Estêvão, e compreende muitas terras de cultivo e pastagem. Desta freguesia faz ainda parte a localidade de Foros de Almada, que dista cerca de 5 quilómetros da sede da freguesia.
Integrado na denominada região alentejana do município de Benavente, a charneca localiza-se na margem direita do Rio Almansor ou Ribeira de Santo Estêvão. Compreende terras de cultivo e pastagem. As condições naturais de implantação favorecem, actualmente, o desenvolvimento agro-turístico.

## História
Santo Estêvão, Santo Estêvão da Ribeira ou ainda, Aldeia de Santo Estêvão da Ribeira de Canha, nomes pelo quais era conhecido, define um núcleo urbano cuja referência mais antiga data do século XIV.
«… já no ano de 1364 havia uma ermida que tinha Santo Estêvão por orago, só não sabemos se possuía “Cura”. Mas, pelo texto do tombo da mesma Ordem feito em 1561, conclui-se que, por esta época, a ermida de Santo Estêvão possuía Cura próprio e tinha “dezoito fregueses”.»*
O povoamento do território que corresponde à actual freguesia de Santo Estêvão é bastante remoto, tendo em conta os diversos achados arqueológicos encontrados na sua área, como é o caso de vestígios de fortificações defensivas que alguns autores atribuem à época romana.
Esta freguesia foi um curato da Ordem de Avis e esteve integrada na comarca de Santarém, passando em 1852 à de Benavente.
«No Tombo da Ordem de Avis, datado de 1561, encontram-se algumas notícias sobre a aldeia de Santo Estêvão…»*
«Em 1566, quando ainda era regente do reino o cardeal D. Henrique, frei Cosme Dias foi nomeado capelão da Igreja de Santo Estêvão.»*
Santo Estêvão está, juntamente com as freguesias de Benavente e Samora Correia, integrada na Reserva Natural do Estuário do Tejo, uma das zonas húmidas mais importantes para o estacionamento de aves migratórias da Europa, possuindo uma notável biodiversidade e destacando-se pela abundância de cegonhas.
Já no início do século XX as principais produções agrícolas desta região «eram o trigo e o arroz; as explorações pecuárias resumiam-se ao gado bovino, cavalar e suíno. / …nesta freguesia estavam localizadas duas azenhas e dois lagares de azeite. / Como estabelecimentos comerciais predominavam as mercearias, as tabernas e as padarias, sem esquecer a farmácia. / Aqui eram usados os trajes ribatejanos. As músicas preferidas pela população eram o “vira”, o “verde-gaio” e o “fandango”. Como especialidades doces salientavam-se os “bolos de mel”, o “arroz-doce” e o “bolo branco”.»*
Hoje em dia, a freguesia tem cerca de 1.800 habitantes que se dedicam, na sua maioria, à agricultura e ao comércio, sendo o turismo uma área que também se tem vindo a desenvolver bastante na região.
«Estamos perante uma povoação cujas raízes são interessantíssimas e com peculiaridades muito próprias e específicas. Basta analisarmos a sua situação junto ao rio Almansor de tão extensa história! Por aqui passaram civilizações ao longo de séculos, e mesmo de milénios, deixando marcas inconfundíveis!»
Na zona de Santo Estêvão existem hoje duas infraestruturas de golfe, uma com um campo de 18 buracos (Vila Nova de Santo Estêvão) e outra com dois campos de 18 buracos (Ribagolfe).

## Orago
O seu orago, como o seu nome indica, é Santo Estêvão. Estêvão era um diácono judeu que falava grego e foi o primeiro mártir cristão. Distinguia-se pela sua forte personalidade, pelo seu conhecimento e pela sua eloquência que convertia ao cristianismo tanto judeus como gentios. A sua capacidade de pregador motivou grande oposição e hostilidade, sendo denunciado por inúmeras vezes à assembleia de judeus, o Sinédrio, que lhe ordenou que se explicasse; justificou-se extensamente, mas foi denunciado como blasfemo, levado para fora da cidade e apedrejado até à morte.

## Demografia
A população registada nos censos foi:
| Distribuição da População por Grupos Etários | Distribuição da População por Grupos Etários | Distribuição da População por Grupos Etários | Distribuição da População por Grupos Etários | Distribuição da População por Grupos Etários |
| -------------------------------------------- | -------------------------------------------- | -------------------------------------------- | -------------------------------------------- | -------------------------------------------- |
| Ano                                          | 0-14 Anos                                    | 15-24 Anos                                   | 25-64 Anos                                   | > 65 Anos                                    |
| 2001                                         | 221                                          | 147                                          | 723                                          | 290                                          |
| 2011                                         | 361                                          | 215                                          | 1063                                         | 358                                          |
| 2021                                         | 282                                          | 227                                          | 1012                                         | 467                                          |

## Associações e Coletividades
- Associação Para a Defesa Ambiental de Santo Estêvão
- Associação de Proprietários de Vila Nova de Santo Estêvão
- Sociedade Filarmónica de Santo Estêvão[7]